# Mandarim-de-Kiyo
O mandarim-de-kiyo (Synchiropus kiyoae), é uma pequena espécie de mandarim nativo do Oceano Pacífico. É um peixe de pequeno porte, podendo chegar a medir de 1,5 a 2 cm. Vive sobre substratos arenosos ou rochosos, os machos exibem sua crista para atrair fêmeas na época de reprodução. Eventualmente é procurado por aquaristas.
É uma espécie nativa do Oceano Pacífico, sendo encontrado na costa do Japão, de Izu para Ogasawara e Ryukyu para o arquipélago havaiano, possivelmente possa ser encontrado em Palau e Pohnpei.